# DNA-Extraktion
Eine DNA-Extraktion beschreibt die Extraktion von DNA aus Zellen. Die DNA-Extraktion ist eine der Methoden zur DNA-Reinigung und vermutlich die am häufigsten verwendete.

## Zellaufschluss
Die DNA eines Organismus kann auf mehreren Wegen isoliert werden. Die meisten Verfahren beginnen mit einer Konzentration der Zellen durch Zentrifugation und einem für die jeweilige Gruppe geeigneten Zellaufschluss des Zell-Niederschlags. So müssen z. B. bei pflanzlichen, pilzlichen oder bakteriellen Zellen, welche im Vergleich zu tierischen Zellen, Mycoplasmen und einigen Archaeenarten zusätzlich zur Zellmembran eine Zellwand besitzen, meist zusätzliche enzymatische (z. B. Lysozym bei Bakterien oder Proteinase K zur Proteolyse) oder mechanische Zerkleinerungsschritte (Standmixer) erfolgen. Bei der Plasmidpräparation aus Bakterien wird oftmals als chemischer Zellaufschluss die alkalische Lyse verwendet.
Nach einem Zellaufschluss folgt meist eine Klärung des Homogenates durch Filtration oder Zentrifugation. DNA aus Mitochondrien oder Chloroplasten können durch eine Zellfraktionierung von der DNA des Zellkerns getrennt werden. Für eine Isolierung extrachromosomaler DNA wie beispielsweise virale DNA wird die Hirt-Extraktion verwendet. Zur Entfernung der RNA kann ein RNase-Verdau durchgeführt werden.

## Extraktionen
DNA ist ein polares Biopolymer mit relativ hoher molarer Masse, weshalb sie in unpolarer Umgebung (z. B. in organischen Lösungsmitteln) durch die verkleinerte Hydrathülle und die daraus folgende Absenkung ihrer Löslichkeit ausfällt. Daneben ist DNA in sauren, wässrigen Lösungen unlöslich aufgrund des Desoxyribosephosphat-Rückgrates mit negativen Ladungen proportional zur Kettenlänge, denn bei niedrigen pH-Werten sind die Phosphatgruppen und somit die negativen Ladungen der DNA mit Protonen abgesättigt, wodurch die Hydrathülle sich ebenfalls verkleinert.
Die meisten DNA-Extraktionen basieren nach dem Zellaufschluss auf zwei unterschiedlichen Verfahren, der Zwei-Phasen-Extraktion oder der Fällung, letztere eventuell mit zusätzlicher selektiver Adsorption an eine DNA-bindende Matrix. Die Extraktionsverfahren werden zum Teil auch miteinander kombiniert. Bei den folgenden Methoden folgt meistens eine abschließende Ethanolfällung. Es existieren verschiedene Kits zur DNA-Extraktion, mit unterschiedlichen Ausbeuten. Daneben gibt es verschiedene Varianten der Methoden je nach Ursprung der DNA, beispielsweise für pflanzliche, pilzliche oder bakterielle DNA.

### Zwei-Phasen-Extraktion

RNA-Extraktion durch Zwei-Phasen-Extraktion und Ethanolfällung.

Die Zwei-Phasen-Extraktion basiert auf der unterschiedlichen Verteilung von Biomolekülen in einer organischen Phase, einer wässrigen Phase und der dazwischenliegenden Interphase. Hierzu zählen z. B. die Phenol-Chloroform-Extraktion, die Phenol-Chloroform-Isoamylalkohol-Extraktion (im Volumenverhältnis 25:24:1) und die Trizol-Extraktion. Die DNA sammelt sich bei der Extraktion nach Sacchi (mit Trizol, TRI Reagent, Trisure, STAT-60, RNAzol oder DNAzol als Handelsnamen und Varianten) in der Interphase, die RNA und die Kohlenhydrate in der wässrigen Phase und die Proteine und die Lipide in der organischen Phase. Dabei sorgt das Chaotrop Guanidiniumthiocyanat für eine Denaturierung aller Proteine, einschließlich DNasen, RNasen und Peptidasen. Die Interphase wird mit einer Pipette in ein neues Gefäß überführt. Anschließend wird die enthaltene DNA einer Ethanol- oder Isopropanolfällung unterzogen. Vorteile der Zwei-Phasen-Extraktion sind geringe Kosten und keine Notwendigkeit einer Zentrifuge. Die Nachteile sind die Verwendung giftiger und flüchtiger Reagenzien bzw. die Notwendigkeit einer Laborabzugshaube sowie erhöhter Zeitbedarf.

### Adsorption an Silicagel

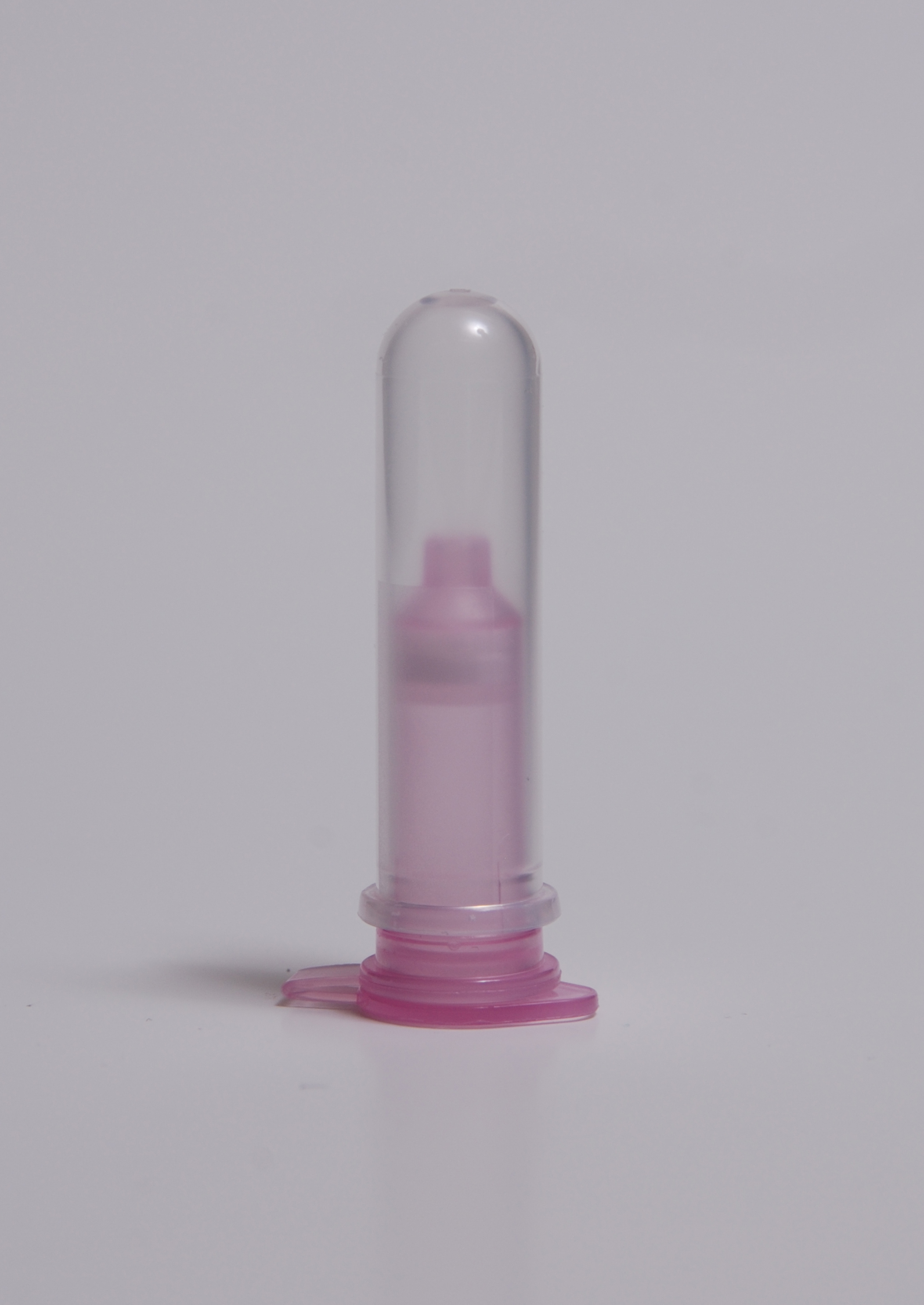
Kommerziell erhältliche Kieselgelsäule, auf dem Kopf stehend

Austausch der an Kieselgel gebundenen Wassermoleküle (oben) gegen DNA (unten)

Bei dieser Fällungsmethode und Festphasenextraktion wird die DNA in leicht saurer Umgebung an eine Matrix aus Kieselgel (englisch silica gel), Glaspuder, Glasfaserfilter oder Diethyl-Aminoethyl-Dextran (DEAE-Dextran) adsorbiert. Dabei kann auch selektiv einzel- und doppelsträngige DNA getrennt werden. Die Adsorption erfolgt unter DNA-fällenden Pufferbedingungen (mit Alkoholen und leicht saurem pH-Wert) bei Silica und Glasfaser über polare Wechselwirkungen, bei DEAE-Dextran durch ionische Wechselwirkungen. Die Probe kann mehrfach auf die Matrix aufgetragen werden, um die Ausbeute zu erhöhen. Anschließend wird die in der Chromatographiesäule enthaltene Matrix mit chaotropen Pufferlösungen von den verunreinigenden DNA-bindenden Proteinen befreit. Die chaotropen Salze denaturieren die Proteine und halten sie in Lösung, während die DNA an der Matrix gebunden bleibt. Bei einer chemischen Gelextraktion, also der Extraktion von DNA aus Agarosegelen durch Auflösung des Gels, wird oftmals als alternatives Chaotrop Natriumiodid verwendet. Die Elution der DNA von der Matrix erfolgt durch Zugabe von Wasser oder leicht basischem Tris-Puffer mit EDTA (TE-Puffer). Durch eine optionale zweite Elution wird die absolute extrahierte DNA-Menge zu Lasten der Konzentration erhöht. Nach der Elution der DNA von der Kieselgel-Matrix folgt meistens ebenfalls die Ethanolfällung. Vorteile der Adsorption sind der geringere Zeitaufwand und keine Notwendigkeit einer Abzugshaube. Nachteile sind höhere Kosten und die Notwendigkeit einer Zentrifuge. Es gibt Säulen, die zentrifugiert, durch Erdgravitation sedimentiert oder mit Vakuum abgesaugt werden. Bei magnetischen Varianten wird die Zentrifuge vermieden, indem die Matrix magnetische Partikel enthält, die mit einem Magneten sedimentiert werden können.

### Lyse durch Kochen
Bei einer Lyse durch Kochen (engl. boiling lysis) werden bakterielle Zellen kurze Zeit nach Zugabe von Lysozym und Triton X-100 für 45 Sekunden gekocht, anschließend werden mit einem sterilen Zahnstocher die verklumpten Zelltrümmer (mit dem Großteil der chromosomalen DNA) entfernt. Nach einer Zentrifugation wird der nun geklärte Überstand einer Ethanolfällung unterzogen. Diese Methode wird meistens zur Plasmidisolation aus Bakterien verwendet, da die chromosomale DNA mit anderen Bestandteilen verklumpt. Diese Methode eignet sich bei erhöhter Probenanzahl, erzeugt jedoch eine vergleichsweise etwas geringere Ausbeute und Reinheit, da Plasmide teilweise mit den verklumpten Bestandteilen entfernt werden und keine selektive Entfernung der Proteine erfolgt.

### CTAB-Fällung
RNA und DNA bilden mit kationischen Tensiden unlösliche Komplexe. Die CTAB-Fällung nutzt die Extraktion von DNA mit Cetyltrimethylammoniumbromid (CTAB), welche anschließend mit einer Chloroform-Extraktion und der Ethanolfällung kombiniert wird. Sie wird meistens bei pflanzlichen Zellen angewendet. Nach einer Zerkleinerung im Mörser erfolgt der Zellaufschluss durch Zugabe von CTAB, Polyvinylpyrrolidon (zur Bindung von Polyphenolen) und Mercaptoethanol (zur Spaltung von Disulfidbrücken in Proteinen) in einem TRIS-Puffer bei einem pH-Wert von 8. Anschließend erfolgt meistens eine Chloroform-Isoamylalkohol- oder eine Chloroform-Octanol-Extraktion, bei der die DNA aufgrund des basischen pH-Werts in der wässrigen Phase verbleibt. Die wässrige Phase wird in einem neuen Reaktionsgefäß einer Ethanolfällung unterzogen. Analog erfolgt auch die Extraktion mit Catrimox-14, eine Methode der RNA-Extraktion.

## Ethanolfällung

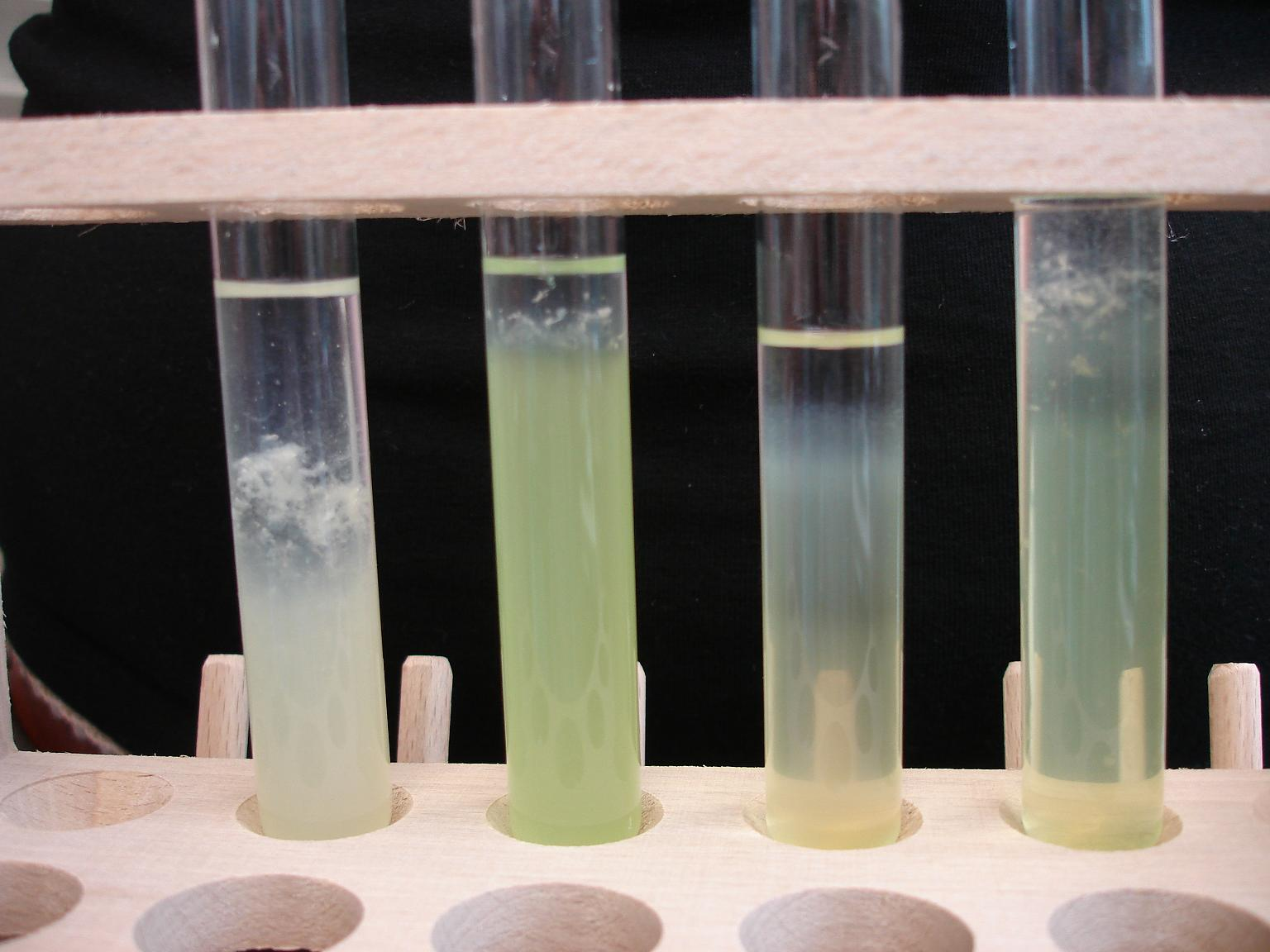
Ethanolfällung von chromosomaler DNA aus Zucchini

Bei der Ethanol- oder Isopropanolfällung wird die DNA unter leicht sauren Bedingungen (pH 5,2) in einer weniger polaren (alkoholischen) Umgebung aufgrund der Verringerung der Löslichkeit ausgefällt. Wasser besitzt eine Dielektrizitätskonstante von 80,1 bei 25 °C, während diejenige von Ethanol bei etwa 24,3 liegt. Durch die Zugabe von Ethanol wird der DNA Wasser entzogen, wodurch die Löslichkeit sinkt. Der niedrige pH-Wert bei der Ethanolfällung wird durch die Zugabe von saurer Kaliumacetat- oder Natriumacetat-Lösung erzielt. Dies hält die sonst negativ geladene DNA in einem teilweise protonierten, teilweise mit Kalium- oder Natriumionen gesättigten und ungeladenen Zustand, wodurch die Löslichkeit weiter gesenkt wird. Bei einer alternativen Verwendung von Ammoniumacetat können die Proteine vor der Ethanolzugabe separat gefällt und durch einen zusätzlichen Zentrifugationsschritt abgetrennt werden, was eine Extraktion von Plasmid-DNA ohne eine Verwendung von Silica erlaubt.
Nach Zugabe des Ethanols und der Kaliumacetatlösung wird der Versuchsansatz für 15 min. bei 10.000 g zentrifugiert. Bei niedrigen DNA-Konzentrationen oder kurzen DNA-Fragmenten können als Fällungshilfe Polymere wie z. B. Glykogen, tRNA oder insbesondere lineares Polyacrylamid hinzugegeben werden. Bei Nukleinsäuren unter 150 Basen oder Basenpaaren wird empfohlen, die Fällung bei −20 °C über Nacht mit Natriumacetat, Magnesiumchlorid und dem dreifachen Volumen an Ethanol und die Zentrifugation bei über 21.000 g durchzuführen. Der Überstand wird nach der Zentrifugation abgenommen und verworfen. Meistens wird im Anschluss 70%iges Ethanol als Waschlösung zugesetzt, erneut zentrifugiert und der Überstand wieder verworfen. Dadurch wird die DNA entsalzt und von Resten an Extraktionsreagenzien befreit. Der Niederschlag (und etwas DNA an der Gefäßwand gegenüber dem Rotormittelpunkt) wird getrocknet und anschließend in TE-Puffer gelöst. Da die Ethanolfällung relativ unsauber trennt und einige Proteine, Polysaccharide und RNA gleichzeitig mit der DNA präzipitieren, wird sie meist nur als abschließender Reinigungsschritt und mehrfach hintereinander an derselben Probe eingesetzt.

## Endotoxinentfernung
In manchen Fällen muss die DNA von kontaminierenden Endotoxinen befreit werden, z. B. zur Vermeidung einer Aktivierung des TLR-4 bei einer Anwendung gereinigter Plasmid-DNA in TLR4-positiven Organismen. Hierzu werden unter anderem die Zwei-Phasen-Wolkenpunktextraktion mit Triton-X114 oder die Chromatographie verwendet, beide Methoden nacheinander oder in Kombination.
Die Wolkenpunktextraktion basiert auf der Phasentrennung einer einprozentigen (m/V) Triton-X114-Lösung oberhalb von 22 °C oder nach der Zugabe von Salzen und Natriumlaurylsulfat.
Als Material in einer Chromatographiesäule zur Endotoxinentfernung wird unter anderem Hydroxylapatit, Polystyrol, Dowex 1-X2 (stark basischer Anionenaustauscher), Aktivkohle oder Polymyxin-B-modifiziertes Säulenmaterial verwendet.

## Quantifizierung
Die Mengenbestimmung gereinigter DNA erfolgt am einfachsten per Photometrie. Soll dagegen die Menge einer bestimmten DNA-Sequenz in einer Mischung von DNA-Sequenzen bestimmt werden, kommt meistens die QPCR zum Einsatz. Bei der Photometrie entspricht eine Extinktion E von 1 einer gereinigten DNA-Lösung bei doppelsträngiger DNA und einer Wellenlänge von 260 nm einer Konzentration von 50 Mikrogramm pro Milliliter, bei einzelsträngiger RNA entspricht dies 40 Mikrogramm pro Milliliter und bei einzelsträngiger DNA 33 Mikrogramm pro Milliliter.
| Nukleinsäure | E260 nm = 1 entspricht |
| ------------ | ---------------------- |
| dsDNA        | 50 μg/ml               |
| ssRNA        | 40 μg/ml               |
| ssDNA        | 33 μg/ml               |

Bei einzelsträngigen Oligonukleotiden kann die entsprechende Konzentration anhand der Anzahl der verschiedenen Nukleinbasen (nA für die Anzahl an Adeninen) berechnet werden:
{\displaystyle c{\text{ in nmol/ml}}={\frac {E_{260\,\mathrm {nm} }\cdot 100}{(1{,}54\cdot n_{\mathrm {A} })+(0{,}75\cdot n_{\mathrm {C} })+(1{,}17\cdot n_{\mathrm {G} })+(0{,}92\cdot n_{\mathrm {T} })}}}
Die Berechnung des Extinktionskoeffizienten kann für einzelsträngige und doppelsträngige DNA mit der Nearest-Neighbor-Heuristik erfolgen. Ein Extinktionskoeffizient erlaubt die Bestimmung der Konzentration ohne Standardreihe nach dem Lambert-Beerschen Gesetz. Der Extinktionskoeffizient ϵ bei einer Wellenlänge von 260 nm berechnet sich wie folgt:
{\displaystyle \epsilon _{260\,\mathrm {nm} }{\text{ in }}{\frac {1}{M\cdot \mathrm {cm} }}=(15{,}34\cdot n_{\mathrm {A} }+12{,}16\cdot n_{\mathrm {G} }+8{,}7\cdot n_{\mathrm {T} }+7{,}6\cdot n_{\mathrm {C} })\cdot 0{,}9\cdot 10^{3}}

### Reinheit
Das Verhältnis aus der Extinktion bei 260 nm und der Extinktion bei 280 nm wird als Indikator der Reinheit der DNA verwendet. Proteine absorbieren relativ stark bei 280 nm aufgrund der enthaltenen Aminosäuren Phenylalanin, Tyrosin und Tryptophan. Reine DNA besitzt ein Verhältnis der Extinktionen von zwei, eine reine Proteinprobe liegt dagegen bei 0,57. Da aber der Extinktionskoeffizient von Proteinen über eine Zehnerpotenz niedriger als der von DNA liegt, bedeutet ein Verhältnis von 1,9 einen Proteinanteil von 40 % und ein Verhältnis von 1,8 einen Proteinanteil von 60 %. Eine Berechnung der DNA-Konzentration anhand des Extinktionskoeffizienten ist ohne eine Berücksichtigung der Reinheit daher nur bei einem Verhältnis von 2 sinnvoll.
| % Protein | % Nukleinsäure | E260 nm/E280 nm |
| --------- | -------------- | --------------- |
| 100       | 0              | 0,57            |
| 95        | 5              | 1,06            |
| 90        | 10             | 1,32            |
| 70        | 30             | 1,73            |
| 60        | 40             | 1,8             |
| 40        | 60             | 1,9             |
| 30        | 70             | 1,94            |
| 10        | 90             | 1,98            |
| 5         | 95             | 1,99            |
| 0         | 100            | 2,00            |

Eine Möglichkeit zur Berechnung der Konzentration unter Einbeziehung der Reinheit erfolgt nach folgender Formel, mit R als Verhältnis der Extinktionen bei 260 nm und 280 nm:
{\displaystyle c{\text{ in µg/mL}}={\frac {E_{\mathrm {260\,nm} }-E_{\mathrm {280\,nm} }/R}{\epsilon _{\mathrm {260\,nm} }-\epsilon _{\mathrm {280\,nm} }/R}}}
Durch Einsetzen der Extinktionskoeffizienten ergibt sich:
{\displaystyle c{\text{ in µg/mL}}=70\cdot E_{\mathrm {260\,nm} }-40\cdot E_{\mathrm {280\,nm} }}
Wo technisch verfügbar, ist es sinnvoller das Verhältnis der Extinktionen bei 260 nm und 234 nm als Reinheitsindikator zu verwenden. Bei 234 nm absorbiert DNA wenig im Vergleich zu 280 nm, aber die Peptidbindung der Proteine relativ stark. Da die Extinktionskoeffizienten für Protein bei 234 nm nur 1,5- bis 1,8-fach niedriger als die von DNA liegen, ist dieses Maß empfindlicher für Proteinverunreinigungen. Analog kann die Konzentration unter Einbeziehung der Reinheit nach folgender Formel berechnet werden:
{\displaystyle c{\text{ in µg/mL}}=52{,}6\cdot E_{\mathrm {260\,nm} }-5{,}24\cdot E_{\mathrm {234\,nm} }}
| Verhältnis | Niedriger Wert | Hoher Wert |
| ---------- | --- | --- |
| A260/A230  | - Kohlenhydrate (oftmals bei Pflanzenmaterial) - Phenolreste aus der Extraktion - Guanidinreste (oftmals in säulenbasierten Kits) - Glykogenreste (als Fällungshilfe) | - Nullwert bei verschmutztem Photometer - Ungeeignete Lösung beim Nullwert (sollte gleichen pH-Wert und Ionenstärke haben) |
| A260/A280  | - Phenolreste oder Ähnliches aus der Extraktion - Sehr niedrige Nukleinsäure-Konzentration (< 10 ng/μl)                                                               | - RNA-Reste - Hohe Verhältnisse 260/280 sind unproblematisch                                                               |

## Geschichte
Die erste Extraktion von DNA wurde 1869 von Friedrich Miescher durchgeführt. Ab 1951 wurde erstmals von E. Volkin und C. E. Carter das Chaotrop Guanidiniumchlorid zur Denaturierung von Proteinen mit anschließender Chloroform-Extraktion der RNA und Ethanolfällung eingesetzt, ab 1963 wurde es von R. Cox und H. Arnstein bei der RNA-Extraktion eingesetzt. Die Zwei-Phasen-Extraktion, auf der die drei heutigen Methoden zur Zwei-Phasen-Extraktion basieren, entstammt einer Extraktionsmethode mit Methanol und Chloroform, welche 1959 für Lipide entwickelt wurde. Phenol wurde erstmals 1953 von W. Grassman und G. Deffner zur denaturierenden Proteinextraktion eingesetzt, ab 1956 wurde Phenol von K. Kirby zur RNA-Extraktion eingesetzt. Die Verwendung des Chaotrops Guanidiniumthiocyanat wurde erstmals 1977 von A. Ullrich und Kollegen erwähnt und 1979 von J. Chirgwin und Kollegen beschrieben. H. Birnboim und J. Doly kombinierten ab 1979 die Alkalische Lyse von Bakterienzellen mit der DNA-Extraktion. Im Jahr 1981 beschrieben James R. Feramisco und Kollegen eine RNA-Extraktion mit Guanidiniumthiocyanat und heißem Phenol. J. Zeugin und J. Hartley veröffentlichten 1985 die heutige Variante der Ethanolfällung. Piotr Chomczynski und Nicoletta Sacchi verwendeten 1987 erstmals Guanidiniumthiocyanat und sauren pH-Wert in Kombination mit der Zwei-Phasen-Extraktion zur Denaturierung und Lösungsvermittlung der Proteine während der Extraktion und getrennten Fällung von DNA und RNA, wodurch eine auch weniger abgebaute RNA erhalten wurde. Im Jahr 1989 wurde die selektive Adsorption von DNA und ihre Festphasenextraktion von Randy M. McCormick beschrieben und 1990 von R. Boom modifiziert. Um höhere Reinheiten zu erreichen, wurde 1998 von Meijer und Kollegen eine Kombination aus Zwei-Phasen-Extraktion und Silicaadsorption entwickelt.